# Chlor(dimethyl)silan
Chlor(dimethyl)silan ist eine siliciumorganische Verbindung aus der Gruppe der Silane. Chlor(dimethyl)silan ist eine extrem entzündliche farblose Flüssigkeit, die mit Luft explosive Dämpfe bildet.

## Gewinnung
Chlor(dimethyl)silan wird aus Chlormethan und Siliciumdioxid bei 300 °C und Kupfer als Katalysator gewonnen.

## Eigenschaften
Chlor(dimethyl)silan zersetzt sich bei Wasserkontakt. Die dabei entstehende wässrige Lösung reagiert stark sauer.

## Verwendung
Aus Chlor(dimethyl)silan und 2,6-Dibrompyridin wird 2,6-Bis(chlormethyl)pyridin gewonnen.
Organohalogensilane allgemein werden als Ausgangsstoffe für Silicone, Hydrophobierungsmittel, Haftvermittler, Bautenschutzmittel etc. verwendet.